# Udomporn Polsak
Udomporn Polsak (in Thai อุดมพร พลศักดิ์, Spitzname Orn; * 6. Oktober 1981 in Nakhon Ratchasima (Thailand)) ist eine thailändische Gewichtheberin. Udomporn ist die erste Olympiasiegerin aus Thailand.

## Werdegang
Udomporn begann bereits mit 14 Jahren in Nakhon Ratchasima mit dem Gewichtheben. 1997 startete sie mit 16 Jahren in der Gewichtsklasse bis 48 kg Körpergewicht erstmals bei einer Weltmeisterschaft und belegte den 6. Platz. Bei den Junioren-Weltmeisterschaften 1998 in Sofia und 1999 in Savannah/USA lief es für sie gut, sie wurde jeweils Junioren-Vizeweltmeisterin. Sie blieb im Training weiter fleißig und gehörte bald der absoluten Weltklasse an. Ihr größter Erfolg ist der Gewinn der olympischen Goldmedaille im Jahr 2004 in Athen in der Gewichtsklasse bis 53 kg Körpergewicht.
Udomporn Polsak studierte Sportwissenschaften an der Bangkok-Universität.

### Internationale Erfolge/Mehrkampf
(OS = Olympische Spiele, WM = Weltmeisterschaften, KG = Körpergewicht)
- 1997, 6. Platz, WM in Chiangmai/Thailand, bis 48 kg KG, mit 152,5 kg, Siegerin: Ling Liu, China, 175 kg vor N. Kunjarani Devi, Indien, 170 kg;
- 1998, 2. Platz, Jun.-WM in Sofia, bis 48 kg KG, mit 165 kg, hinter Luo Xiaoqin, China, 165 kg und vor Samanacha Chanu, Indien, 162,5 kg;
- 1998, 3. Platz, Asian Games in Bangkok, bis 48 kg KG, hinter Liu Xiuhua, China und Sri Indriyani, Indonesien;
- 1999, 2. Platz, Jun.-WM in Savannah/USA, bis 48 kg KG, mit 165 kg, hinter Li Zhuo, China, 175 kg und vor Gema Peris, Spanien, 152,5 kg;
- 1999, 12. Platz, WM in Athen, bis 48 kg KG, mit 170 kg, Siegerin: Donka Minchewa, Bulgarien, 192,5 kg vor Sri Indriyani, Indonesien, 185 kg;
- 2000, 3. Platz, Asien-Meisterschaft in Osaka, bis 48 kg KG, mit 165 kg, hinter Niyangi Kaori, Japan, 185 kg und Kunjarani Nameirakpam Devi, Indien, 182,5 kg;
- 2002, 2. Platz, Asian Games in Busan, bis 53 kg KG, mit 212,5 kg, hinter Ri Song-Hui, Nordkorea, 225 kg und vor Meng Xianjuan, China, 212,5 kg;
- 2002, 3. Platz, WM in Warschau, bis 53 kg, mit 215 kg, hinter Ri Song-Hui, 225 kg und Li Xuejiu, China, 222,5 kg;
- 2003, 1. Platz, Südost Asian Games in Vietnam, bis 53 kg KG;
- 2003, 1. Platz, WM in Vancouver, bis 53 kg KG, mit 222,5 kg, vor Ri Song-Hui, 222,5 kg und Kuntanean Junpim, Thailand, 217,5 kg;
- 2004, 2. Platz, Asien-Meisterschaft, bis 53 kg KG, mit 210 kg, hinter Deng Jianying, China, 220 kg und vor Swe Swe Win, Myanmar, 195 kg;
- 2004, Goldmedaille, OS in Athen, bis 53 kg KG, mit 222,5 kg, vor Raema Rumbewas, Indonesien, 210 kg und Mabel Masquera, Kolumbien, 197,5 kg

### Medaillen Einzeldisziplinen
(bei OS werden keine WM-Medaillen mehr vergeben)
- WM-Goldmedaillen: 2003, Reißen, 100 kg
- WM-Silbermedaillen: -
- WM-Bronzemedaillen: 2002, Reißen, 95 kg – 2002, Stoßen, 120 kg – 2003, Stoßen, 122,5 kg

| Personendaten    | Personendaten                |
| ---------------- | ---------------------------- |
| NAME             | Udomporn Polsak              |
| KURZBESCHREIBUNG | thailändische Gewichtheberin |
| GEBURTSDATUM     | 6. Oktober 1981              |
| GEBURTSORT       | Nakhon Ratchasima (Korat)    |